# Третья мировая война

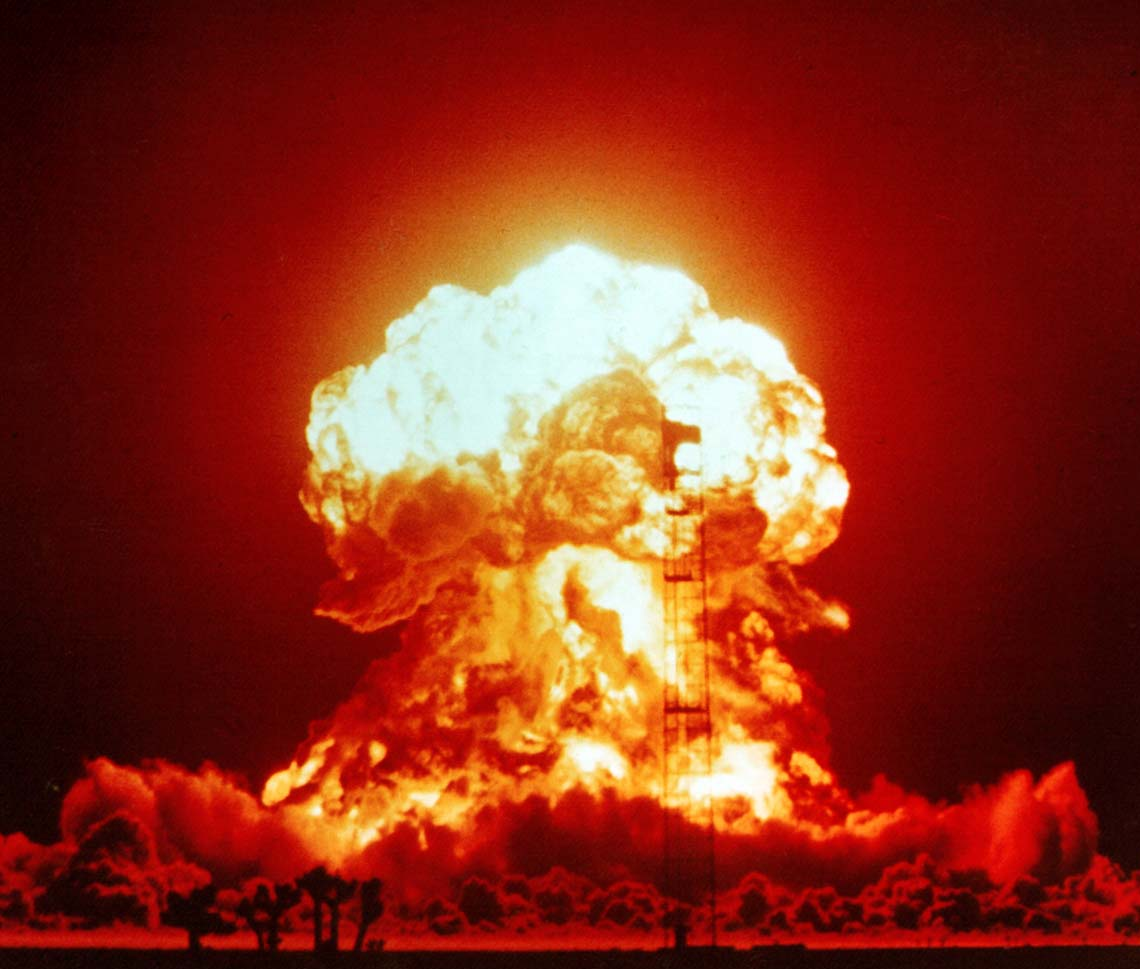
Ядерное оружие с XX века остаётся главным предметом, с которым связывается гипотетическая Третья мировая война. Ядерная война может привести к исчезновению всего человечества или всей жизни на Земле

Тре́тья мирова́я война́ — гипотетический третий вооружённый конфликт планетарного масштаба после Первой и Второй мировых войн. Термин впервые был упомянут в 1941 году.
Вследствие того, что ближе к концу Второй мировой войны начались активная разработка и боевое применение ядерного оружия, равно как и его последующее обретение некоторыми странами, в случае новой мировой войны существует потенциальная угроза разрушения человеческой цивилизации, исчезновения человека как биологического вида и всей остальной жизни на Земле. Вышеозначенное является общей темой в различных предметах обсуждения о Третьей мировой войне. Другое бедствие, вызванное, в отличие от стихийных, руками человека — биологическая война — также может привести к масштабным жертвам. Предположительно, такое воздействие может сделать поверхность Земли непригодной для существования.
Уже до начала Второй мировой войны считалось, что Первая мировая война (1914—1918) — именно та «война, которая положит конец всем войнам»; если глобальный конфликт приобрёл такие невиданные масштабы и безвыходность, то, скорее всего, в подобных масштабах ему впредь не суждено было случиться. В межвоенный период Первую мировую войну обычно называли просто «Великой войной». С началом Второй мировой войны в 1939 году исчезла надежда на то, что человечество «переболело» необходимостью устраивать глобальные войны.
С началом «Холодной войны» в 1946 году и с распространением технологии ядерного оружия возможность третьего глобального конфликта стала более правдоподобной. В годы «Холодной войны» военные аналитики многих стран предвидели возможность начала Третьей мировой войны. Сценарии варьировали от обычной войны до ограниченной или тотальной ядерной войны. Во время Холодной войны была выдвинута доктрина, названная взаимно гарантированным уничтожением (англ. Mutually Assured Destruction), где определялось, что глобальная ядерная конфронтация наверняка уничтожит всю человеческую жизнь на планете. Абсолютное уничтожение человечества, возможно, стимулировало как американских, так и советских лидеров избежать такого сценария.
Также существуют альтернативные концепции, в которых в качестве Третьей мировой войны рассматривается либо Холодная война, либо какой-либо крупный текущий конфликт.

## Первые упоминания
Журнал Time был если не инициатором, то, во всяком случае, ранним последователем «Третьей мировой войны». Возможно, первое использование термина появляется в его выпуске от 3 ноября 1941 года (предшествующем нападению Японии на Перл-Харбор 7 декабря 1941 года) в разделе «Национальные дела» и озаглавленном «Третья мировая война?», где рассказывается о нацистском беженце докторе Германе Раушнинге, который только что прибыл в Соединённые Штаты. В своём очередном выпуске от 22 марта 1943 года в разделе «Иностранные новости Time» повторно использовала то же название «Третья мировая война?» с заявлениями тогдашнего вице-президента США Генри А. Уоллеса: «Мы примем решение в 1943 или 1944 году… начать ли сеять семена Третьей мировой войны?» Time продолжил упоминать в своих статьях термин «Третья мировая война» на оставшуюся часть десятилетия (и позже): 1944, 1945, 1946 «(бактериальная война»), 1947, 1948. Time использует этот термин и поныне.

## Военные планы
Военные планировщики думали над различными вариантами развития тяжёлого конфликта, готовясь к худшему, начиная с первых дней холодной войны. Некоторые из этих планов в настоящее время устарели и частично или полностью рассекречены.

### Операция «Немыслимое»
Премьер-министр Великобритании Уинстон Черчилль был обеспокоен тем, что из-за гигантского количества советских войск, находящихся в Европе в конце Второй мировой войны, и «ненадёжного советского лидера» Иосифа Сталина существовала серьёзная угроза для Западной Европы. В апреле—мае 1945 года Вооружённые силы Великобритании разработали операцию «Немыслимое», считавшуюся первым планом Третьей мировой войны. Его главной целью было «навязать СССР волю Соединённых Штатов и Британской империи». План был отвергнут Комитетом начальников штабов Великобритании как неосуществимый в военном отношении.

### Операция «Дропшот»
Операция «Dropshot» была планом США на случай возможной ядерной и конвенциональной войны с Советским Союзом на западноевропейском и азиатском театрах военных действий.
Тогда ядерный арсенал США был ограничен в размерах, базировался в основном в Соединённых Штатах и зависел от бомбардировщиков для доставки. «Dropshot» включал в себя миссии, в которых использовали бы 300 ядерных бомб и 29 000 фугасных бомб по 200 целям в 100 городах и посёлках, чтобы уничтожить 85 % промышленного потенциала Советского Союза одним ударом. От 75 до 100 из 300 единиц ядерного оружия были направлены на уничтожение советских боевых самолётов на земле.
План был создан до разработки межконтинентальных баллистических ракет. Он также был придуман до того, как президент США Джон Ф. Кеннеди и его министр обороны Роберт Макнамара изменили план ядерной войны США с начального «уничтожения города» на план «противодействия» (нацеленный больше на вооружённые силы). Ядерное оружие в это время не было достаточно точным, чтобы можно было поразить военно-морскую базу, не уничтожив прилегающий к ней город, целью его использования было ликвидировать промышленный потенциал противника, чтобы нанести ущерб военной экономике.

### Учения «Лонгстеп», «Мейнбрейс» и «Гранд Слэм»
В январе 1950 года Североатлантический совет одобрил военную стратегию сдерживания НАТО. Военное планирование НАТО приобрело значимость после начала Корейской войны в начале 1950-х годов, что побудило НАТО создать «силы под централизованным командованием, способные сдержать агрессию и обеспечить оборону Западной Европы». Верховное главнокомандование ОВС НАТО в Европе было создано под руководством генерала армии Дуайта Д. Эйзенхауэра, армии США, 2 апреля 1951 года. Организация обороны Западного Союза ранее проводила подготовку «Верити» — многосторонние учения 1949 года, включающие военно-воздушные удары и атаки подводных лодок.
В учениях «Мейнбрейс» в 1952 году было задействовано около 200 кораблей и более 50 000 человек личного состава для отработки обороны Дании и Норвегии в случае нападения русских. Это были первые крупные учения НАТО. Осенью 1952 года этими учениями совместно командовали Верховный главнокомандующий ОВС НАТО в Атлантике адмирал Линд Д. Маккормик и Верховный главнокомандующий ОВС НАТО в Европе генерал Мэтью Б. Риджуэй.
В них приняли участие США, Великобритания, Канада, Франция, Дания, Норвегия, Португалия, Нидерланды и Бельгия.
«Гранд Слэм» и «Лонгстеп» — военно-морские учения, проводившиеся в Средиземном море в 1952 году для отработки действий по вытеснению вражеских оккупационных сил и десантированию. В них участвовали более 170 военных кораблей и 700 самолётов под общим командованием адмирала Карни.
СССР назвал учения «военными действиями» НАТО с участием Норвегии и Дании, и готовился к собственным военным учениям в советской зоне.

### Операция «Страйкбек»
Крупные военно-морские учения НАТО, проведённые в 1957 году, симулирующие ответ на глобальное советское нападение на НАТО. В учениях участвовали 214 военных кораблей, 653 самолёта и 75 219 военнослужащих Военно-Морского флота Соединённых Штатов, Королевского флота Соединённого Королевства, Королевского флота Канады, Французского флота, Королевского флота Нидерландов и Королевского флота Норвегии. Наикрупнейшая военно-морская операция мирного времени до сегодняшних дней, операция «Страйкбек» оценивалась военным аналитиком Хэнсоном В. Болдуином из New York Times как «имеющая на тот момент самый сильный ударный флот, собранный со времён Второй мировой войны».

## Ложные тревоги
«Холодная война», начавшаяся почти сразу по окончании Второй мировой войны, принесла с собой конфронтацию между социалистическим и капиталистическим лагерями, которая, по мнению историков, могла повлечь за собой глобальный конфликт с применением оружия массового пополнения. Основой военной доктрины США в 1950-е годы становится так называемое массированное возмездие, подразумевающее ответный удар, превосходящий по разрушительной мощи первый.
Ближе всего к началу третьей мировой войны человечество стояло, по мнению некоторых[кого?], во время Карибского кризиса 1962 года. Конфронтация стала последствием размещения СССР ядерных ракет на Кубе как ответ на аналогичные действия США в Европе и Турции вблизи советских границ. 25 октября 1962 года Джон Кеннеди отдал приказ повысить боевую готовность командования стратегической авиации США (Strategic Air Command) до уровня DEFCON-2 (первый и единственный раз в истории США). 27 октября 1962 года военные советники президента США предложили ему начать вторжение на Кубу, но Кеннеди отказался от такого варианта развития событий.
В 1970—1980-е годы было несколько серьёзных случаев «ложной тревоги» в ПРО США и советской системе предупреждения, которые могли перерасти в крупномасштабный конфликт. Один из наиболее опасных случаев произошёл в ночь с 25 на 26 сентября 1983 года, когда советская система предупреждения о ракетном нападении зафиксировала запуск МБР «Минитмен» с территории США. Тревога также оказалась ложной.
С ростом военного потенциала обеих сторон на смену «массированному возмездию» приходит ядерное сдерживание. Свёртывание вооружений, совпавшее с перестройкой и последующим распадом СССР в 1985—1990-е годы, снизило вероятность перерастания противостояния во всеобщий вооружённый конфликт.

## Сценарий и последствия
Потенциальные сценарии Третьей мировой войны с применением ядерного оружия в 1970—1980-е годы предусматривали быстрое развитие событий. Подлётное время МБР «Минитмен», запускаемых с территории США по целям на территории СССР, составляло порядка 35 минут. Примерно столько же времени понадобилось бы ракетам Р-36М, которые стояли на боевом дежурстве в СССР, чтобы достичь городов и других важных объектов на территории США. Учитывая это, первый и ответный удар, в силах которого было бы стереть с лица Земли крупнейшие города и военные базы противника, мог произойти в течение десятков минут.

По данным экспертов комиссии ООН, к концу 1980 года суммарный запас ядерного оружия на Земле составлял порядка 13 гигатонн в тротиловом эквиваленте. По оценкам международного журнала Королевской шведской Академии наук, сброс на основные города северного полушария 5000 ядерных зарядов суммарной мощностью в две гигатонны может привести к единовременной гибели 750 млн человек только от одного из поражающих факторов — ударной волны. Согласно выводам Андрея Сахарова, накопленные к началу 1980-х годов запасы ядерного оружия были таковы, что всеобщая термоядерная война стала бы «гибелью современной цивилизации», отбросив «человечество на столетия назад», привела бы «к физической гибели сотен миллионов или миллиардов людей». Сахаров также допускал, что она способна привести к уничтожению Homo sapiens как биологического вида и «даже к уничтожению жизни на Земле».

Цели для уничтожения оборонных объектов (военно-индустриального комплекса) и ключевых элементов инфраструктуры США, намеченные по плану времён СССР (устаревшие цели и план)

Однако несмотря на существующий военный потенциал государств, входящих в «Ядерный клуб», вероятность применения ядерного оружия этими государствами остаётся невысокой из-за отсутствия в настоящий момент эффективной оборонной стратегии, которая была бы в состоянии обеспечить защиту «агрессора» от возмездия со стороны «жертвы» агрессии. Попытки создания системы эффективной противоракетной обороны имеют некоторый успех (например в рамках программы СОИ), но эффективность такой системы далеко не стопроцентна, и риск попасть под ядерный удар по своей территории, даже в значительно меньшем масштабе, чем по территории противника, политически неприемлем для всех развитых государств. В литературе и кинематографии часто обыгрывается возможность выхода искусственного интеллекта оборонной системы из-под контроля политического руководства страны или же прихода к власти страны диктатора, что приводит к взаимному уничтожению оппонентов, несмотря на практическую бессмысленность такого стратегического решения.
Единственным в настоящий момент способом защиты от ядерного оружия является дислокация экономически важных объектов в глубоких подземных укрытиях, что с экономической точки зрения было бы крайне трудно осуществимым проектом, и поэтому в подземных укрытиях размещают лишь крайне важные оборонные организации (например NORAD, располагающийся в горе Шайенн).
Однако в реальности уничтожение оборонных объектов (военно-индустриального комплекса) и ключевых элементов инфраструктуры (портов, мостов, транспортных/железнодорожных узлов, электростанций и т. д.) вместе со значительным количеством гражданского населения, живущего около объектов бомбёжки, несмотря на тяжесть последствий всё же не является непреодолимой катастрофой государственного и международного уровня. Существование эффективной системы гражданской обороны может значительно уменьшить потери среди гражданского населения (например, в Швейцарии существует развитая сеть противоатомных убежищ, которая после аварии на АЭС в Фукусиме получила «новую жизнь» как убежище от возможной техногенной катастрофы подобного типа). Вполне возможно, что конфликт с применением термоядерного оружия не ограничится взаимной бомбёжкой и после первого удара, и ответно-встречного удара — война может развиться в традиционном русле со сторонами, вовлечёнными в операции по получению контроля за театрами определённых военных действий. Ситуация изменится, если атомное оружие будет применено какой-либо страной во время военных действий. Например, возможность применения ядерного оружия странами-изгоями (например, Северной Кореей) в настоящий момент является предметом беспокойства США и некоторых стран.
Многие страны имеют системы гражданской обороны (включая подземные системы метро), построенные на случай военных действий. Однако смогут ли подземные убежища в случае ядерной атаки спасти людей от гибели и помочь пережить ядерный климат до радиационного спада — вопрос спорный.
Последствия ядерной войны теоретически могут привести к катастрофическим изменениям климата и экологических условий планеты (произойдёт «ядерная зима» или «ядерная осень»). Это мнение во многом определило ядерному оружию роль оружия стратегического сдерживания противников от начала ядерного конфликта.
Последствия Третьей мировой войны могут быть более тяжёлыми, если Россия и США в этой войне обменяются ядерными ударами. Такое развитие событий радикально: атомные взрывы уничтожат крупные города и жилые районы обеих стран, огромное количество ядерной пыли разлетится по всему миру, после чего на Земле надолго повысится радиационный фон.

## Альтернативные концепции

### Холодная война как Третья мировая
Существует концепция, согласно которой Третья мировая война уже состоялась — в виде «Холодной войны». Автором этой концепции является Субкоманданте Маркос:

Холодная война занимает период с 1946 года (или, если угодно, с бомбы, сброшенной на Хиросиму в 1945 году) до 1985—1990 годов. Это была большая мировая война, состоявшая из множества войн локальных. И, как все остальные, она закончилась завоеванием территорий и уничтожением противника. Следующий шаг — переход к управлению завоёванным и реорганизация территорий. В этой войне были следующие участники: во-первых, две сверхдержавы — Соединённые Штаты и Советский Союз со своими сателлитами; во-вторых, большинство европейских государств; в-третьих, Латинская Америка, Африка и часть Азии и Океании. Страны периферии вращались вокруг США или СССР согласно тому, что их больше устраивало. За сверхдержавами и странами периферии находились зрители и жертвы, то есть остальной мир. Борьба между сверхдержавами не всегда происходила напрямую. Часто она осуществлялась посредством других стран. Тогда как крупные промышленно развитые государства присоединялись к тому или иному блоку, остальные страны и их население выступали в качестве зрителей или жертв. Основными характеристиками этой войны было: первое — гонка вооружений, второе — локальные войны. Обладавшие ядерным оружием сверхдержавы соревновались между собой в том, сколько раз они могут уничтожить мир. Способом давления на противника была демонстрация превосходящей его силы. И в то же время в разных местах планеты развязывались локальные войны, за которыми стояли сверхдержавы.
— Субкоманданте Маркос
В России сторонником и пропагандистом этой концепции является Александр Тарасов. По мнению Тарасова,

…ни из чего не следует, что мировая война обязательно должна проходить в той форме, которая известна нам по Первой и Второй мировым: в форме генерализованной позиционной войны преимущественно на европейском театре действий. Думать так значит а) впадать в европоцентризм и б) предполагать, что развитие военной техники, тактики, стратегии и теории войны не способны никогда повлечь за собой качественный скачок.

Кроме того, проблематично вести мировую войну по старым образцам, располагая огромными запасами ядерного оружия. Предполагается, что в войне должны быть победители и побеждённые. В случае «ядерной зимы» победители, однако, также оказываются побеждёнными.— Тарасов А. Н.

…«Холодная война» была Третьей мировой, протекавшей по новым правилам: в форме политико-идеолого-военно-экономического противостояния двух блоков: Западного и Восточного, противостояния, которое вынужденно принимало характер открытой, горячей войны только на периферии конфликта — в виде якобы «локальных войн»: в Юго-Восточной Азии, Анголе, Конго (Заире), Мозамбике, Португальской Гвинее (Гвинее-Бисау), Никарагуа, Сальвадоре, Афганистане, на Ближнем Востоке и т. д. Причём часто «горячие войны» маскировались. Например, гражданская война в Чили, навязанная правыми правительству Народного единства весной 1973 года и закончившаяся поражением правительства в сентябре, обычно гражданской войной не именуется. Венгрия 1956 года — куда уж горячее! — тоже почему-то не рассматривается как типичная «горячая война» в рамках «холодной» (Третьей мировой). Добавим Кубу (и партизанскую войну против Батисты, и Плайя-Хирон). Добавим Колумбию, Перу, Боливию, Венесуэлу, Гватемалу, Аргентину, Уругвай (я перечисляю лишь часть стран, где шли партизанские — то есть гражданские — войны между левыми и правыми, хотя примеров гораздо больше и не только в Латинской Америке). Многочисленные государственные перевороты и контрперевороты, а также восстания необходимо включить в тот же список. Именно логика Третьей мировой заставила советское руководство военным путём подавить «Пражскую весну».
— Тарасов А. Н.

### Вторжение России в Украинукак Третья мировая
Французский антрополог Эммануэль Тодд в 2022 году опубликовал в Японии книгу «Начало Третьей мировой войны», которая разошлась тиражом 100 тыс. экземпляров. Позднее, в январе 2023 года, он дал обширное интервью Le Figaro, в котором изложил свои взгляды. По его мнению, текущий конфликт между Западом (с одной стороны) и Россией, которую поддержал Китай (с другой), начинался «как ограниченное территориальное противостояние», перерос в глобальную экономическую конфронтацию и стал мировой войной.
По его словам, начало Третьей мировой войны ознаменовалось двумя несбывшимися прогнозами. Существовали представления, что в начале 2022 года Россия имела очень сильную армию и очень слабую экономику. Соответственно, ожидалось, что «Украина будет разгромлена военным путем, а Россия будет уничтожена Западом экономически», однако эти ожидания не оправдались, а конфликт от локальной войны вышел на уровень глобальной экономической конфронтации; при этом «уровень военного насилия низок по сравнению с предыдущими мировыми войнами».
Согласно Эммануэлю Тодду, Запад, хотя и не вовлечён напрямую в военные действия, поставляет оружие лишь Украине, тем самым убивая россиян, хотя и стараясь не присутствовать на месте боевых действий. Европа, по его мнению, сильно вовлечена в конфликт ещё и экономически, ощущая его последствия «через инфляцию и дефицитность ряда товаров».

## Оценки вероятности
С началом полномасштабного российского вторжения на Украину, а затем нападения ХАМАС на Израиль и атаки США на базу на Ближнем Востоке в ответ на соответствующий удар Ирана по базе США на границе с Иорданией и Сирией о растущей угрозе Третьей мировой войны высказывались действующий и бывший президенты США Дональд Трамп и Джо Байден. Такого же мнения придерживаются и президент Украины Владимир Зеленский, акцентируя внимание на российском вторжении, политологи и другие эксперты. По мнению президента России Владимира Путина, риск начала Третьей мировой войны увеличивается поставками США оружия Украине, позже глава РФ предупредил Запад, что прямой конфликт между Россией и НАТО, которым руководят Соединённые Штаты, будет означать, что Земля находится в одном шаге от Третьей мировой. После разрешения Джо Байденом и другими западными странами ВСУ ударов вглубь РФ аналогичное мнение высказал заместитель председателя Совета Федерации Владимир Джабаров. По мнению кандидата на пост губернатора штата Кентукки в 2023 году Джеффри Янга, Третья мировая война может быть спровоцирована вводом войск НАТО на Украину, хотя впоследствии РФ к боевым действиям были привлечены войска КНДР. Мнение также разделяет президент Азербайджана Ильхам Алиев. В августе 2025 года Дональд Трамп заявил, что при нём не случится Третьей мировой войны. 